# Rainieria latifrons
Rainieria latifrons är en tvåvingeart som först beskrevs av Friedrich Hermann Loew 1870.  Rainieria latifrons ingår i släktet Rainieria och familjen skridflugor. Inga underarter finns listade i Catalogue of Life.